# Dick Casull
Richard J. "Dick" Casull (/ kə'sul /) (15 de fevereiro de 1931 Salt Lake City, Utah — 06 de maio de 2018 Freedom, Lincoln, foi um armeiro e desenvolvedor de cartuchos wildcat nascido em Salt Lake City cujas experiências com munição .45 Colt tentando conseguir uma velocidade de saída de 2.000 ft/s na década de 1950 levou à criação do cartucho .454 Casull em 1957 juntamente com Jack Fullmer.